# Anolis loveridgei
Espèce
Synonymes
- Norops loveridgei (Schmidt, 1936)

Statut de conservation UICN

 EN B1ab(iii) : En danger
Anolis loveridgei est une espèce de sauriens de la famille des Dactyloidae.

## Répartition
Cette espèce est endémique du département de Yoro au Honduras. Elle se rencontre entre 830 et 1 580 m d'altitude.

## Étymologie
Cette espèce est nommée en l'honneur d'Arthur Loveridge.

## Publication originale
- Schmidt, 1936 : New amphibians and reptiles from Honduras in the Museum of Comparative Zoology. Proceedings of the Biological Society of Washington, vol. 49, p. 43-50 (texte intégral).